# Karl Schlögel
Karl Schlögel (ur. 7 marca 1948 w Hawangen koło Memmingen) – niemiecki historyk, wykładowca, pracownik naukowy Europejskiego Uniwersytetu Viadrina we Frankfurcie nad Odrą.
Studiował historię, filozofię, socjologię i slawistykę na Wolnym Uniwersytecie w Berlinie. Odbył też staże naukowe w Budapeszcie, Oksfordzie, Monachium i w Uppsali. Specjalizuje się w historii Rosji XIX i XX wieku, a także historii rozwoju miast i kultury urbanistycznej w Europie Środkowo-Wschodniej.

## Dzieła
- Terror und Traum: Moskau 1937, München 2008.
- Sankt Petersburg. Schauplätze einer Stadtgeschichte, Frankfurt a.M. 2007 (Hrsg.).
- Das Russische Berlin: Ostbahnhof Europas (Ergänzte und aktualisierte Neuausgabe von Berlin, Ostbahnhof Europas), München 2007.
- Planet der Nomaden, Berlin 2006.
- Marjampole oder Europas Wiederkehr aus dem Geist der Städte, München 2005.
- Kartenlesen oder: Die Wiederkehr des Raumes, Zürich 2003.
- Im Raume lesen wir die Zeit: Über Zivilisationsgeschichte und Geopolitik, München 2003.
- Promenade in Jalta und andere Städtebilder, München 2001.
- Die Mitte liegt ostwärts: Europa im Übergang, München 2002.
- Petersburg: Das Laboratorium der Moderne 1909-1921, München 2002.
- Berlin, Ostbahnhof Europas: Russen und Deutsche in ihrem Jahrhundert, Berlin 1998.
- Go East oder die zweite Entdeckung des Ostens, Berlin 1995.
- Moskau lesen, 1984.
  - veränderte Neuauflage 2011: Moskau lesen. Verwandlungen einer Metropole, Carl Hanser Verlag, München 2011 ISBN 978-3-446-23655-4.
- Partei kaputt: Das Scheitern der KPD und die Krise der Linken, 1980 (współautorzy Willi Jasper, Bernd Ziesemer).

## Przekłady i rozmowy w języku polskim
- W poszukiwaniu "Ziemi Obiecanej", tł. z niem. Urszula Usakowska-Wolff, "Tygiel Kultury" 1997, nr 4, s. 10-17.
- Hannah Arendt i cienie Rosji, tł. Xymena Dolińska, "Zeszyty Literackie" 2001, nr 1, s. 95-106.
- Kiosk "Eurazja", "Przegląd Polityczny" (2002), nr 57/58, s. 168-174.
- Inteligencja rosyjska a dzisiejsza Europa, tł. Andrzej Kopacki, "Przegląd Polityczny" (2003), nr 60, s. I-VIII.
- Bezradność jako szansa, tł. Andrzej Kopacki, "Przegląd Polityczny" (2003), nr 60, s. 96-100.
- Nowa kartografia: o studiowaniu sił żywotnych, rozm. przepr. Andrzej Kopacki, "Przegląd Polityczny" (2003), nr 60, s. 104-108, 110.
- Rosjo, dokąd?, tł. Andrzej Kopacki, "Przegląd Polityczny" (2003), nr 60, s. 108-119.
- Społeczeństwo obywatelskie: poza doktryną, tł. Andrzej Kopacki, "Przegląd Polityczny"(2003), nr 60, s. 100-103.
- Odra: wstępne przemyślenia na temat miejsca pewnej europejskiej rzeki w historii kultury, tł. z niem. Bartosz Wójcik, Marcin Lipnicki, "Pogranicza: szczeciński kwartalnik kulturalny" 2004, nr 2, s. 31-51.
- Tragedia wypędzeń: o potrzebie opowiedzenia na nowo o pewnym europejskim wydarzeniu, "Zeszyty Literackie" 2004, nr 1, s. 85-104.
- Środek leży na wschodzie: Europa w stadium przejściowym, przeł. Andrzej Kopacki, Warszawa: Oficyna Naukowa 2005.
- Niemiecki Wschód - wspólne europejskie dziedzictwo kulturowe, tł. Zbigniew Szułczyński, "Przegląd Zachodni" 62 (2006), nr 1, s. 151-164.
- Duch miast: Europa jest na Wschodzie, rozm. przepr. Susanne Beyer, Romain Leick, "Forum" 2006, nr 3, s. 50-52.
- Odra - Oder: panorama europejskiej rzeki, red. nauk. Karl Schlögel i Beata Halicka, Skórzyn: Wydawnictwo Instytutowe 2008.
- Komunizm miał wiele twarzy, rozm. przepr. Karolina Wigura, "Dziennik: Polska, Europa, świat" 2008, nr 251, dodatek "Europa" nr 43, s. 15.
- Niemcy nie odrobili lekcji na Wschodzie, rozm. przepr. Paweł Marczewski, "Dziennik: Polska, Europa, świat" 2008, nr 10, dodatek "Europa" nr 2, s. 14-15.
- Stalinizm jest wciąż wypierany z europejskiej świadomości, rozm. przepr. Karolina Wigura, "Dziennik: Polska, Europa, świat" 2009, nr 68, dodatek "Europa" nr 12, s. 14-15.
- W przestrzeni czas czytamy: o historii cywilizacji i geopolityce, przekł. Izabela Drozdowska, Łukasz Musiał, posł. Hubert Orłowski, Poznań: Wydawnictwo Poznańskie 2009.
- Posłowie [w:] Hannah Arendt, Ludzie w mrocznych czasach, red. Ewa Rzanna, przeł. Mieczysław Godyń, Andrzej Kopacki, Henryk Krzeczkowski, Agnieszka Pokojska, Ewa Rzanna i Anna Wołkowicz, Gdańsk: Wydawnictwo Słowo/Obraz Terytoria 2013.
- Königsberg: miasto Hannah Arendt, tł. Anna Wołkowicz, "Zeszyty Literackie" 32 (2014), nr 2, s. 99-107.
- Głusi, naiwni, pacyfiści: co się dzieje z Niemcami, rozm. przepr. Bartosz T. Wieliński, "Gazeta Wyborcza" 2015, nr 55, s. 19.

## Odznaczenia
- Medal Puszkina (Rosja, 2013, odmówił przyjęcia w 2014)[2][3]
- Pour le Mérite za Naukę i Sztukę (2017)[4].